# Mieczysław
Mieczysław  è un nome proprio di persona polacco maschile.

## Varianti
- Ipocoristici: Mieszko[1]
- Femminili: Mieczysława[1]

### Varianti in altre lingue
- Ceco: Mečislav[1]
- Italiano: Miecislao
- Latino: Miecislas
- Lituano: Mečislovas[1]

## Origine e diffusione
È composto dagli elementi slavi miecz ("spada") e slav ("gloria").

## Onomastico
L'onomastico si può festeggiare il 4 marzo in memoria del beato Miecislao Bohatkiewicz, sacerdote e martire con altri compagni a Hlybokae durante le persecuzioni naziste, oppure il 25 luglio in ricordo della beata Mieczysława Kowalska, religiosa cappuccina, morta nel campo di concentramento di Soldau.

## Persone

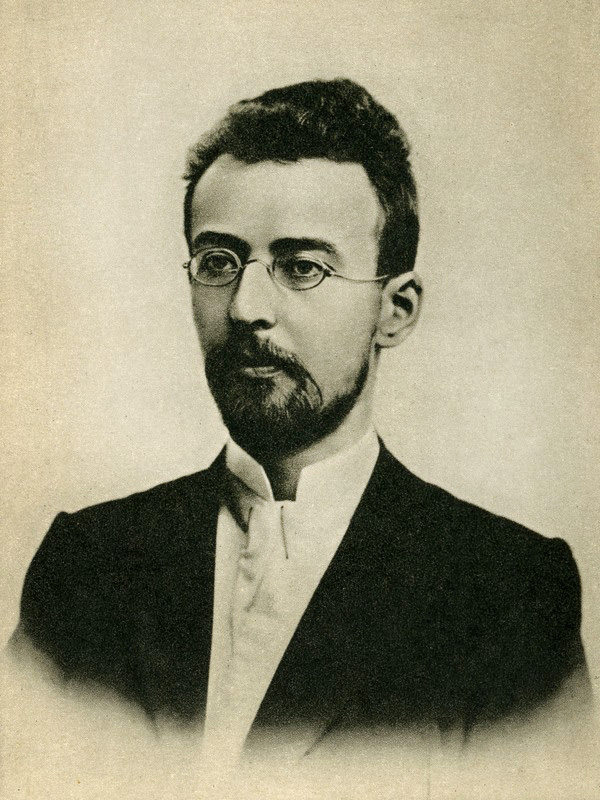
Mieczysław Karłowicz

- Mieczysław Adamek, militare e aviatore polacco
- Mieczysław Horszowski, pianista polacco naturalizzato statunitense
- Mieczysław Halka Ledóchowski, cardinale e arcivescovo cattolico polacco
- Mieczysław Karłowicz, compositore e direttore d'orchestra polacco
- Mieczysław Jastrun, poeta e scrittore polacco
- Mieczysław Łopatka, cestista e allenatore di pallacanestro polacco
- Mieczysław Mokrzycki, arcivescovo cattolico ucraino
- Mieczysław Mümler, aviatore e militare polacco
- Mieczysław Rakowski, politico polacco
- Mieczysław Warmus, informatico e matematico polacco

### Varianti
- Miecislao I di Polonia, duca di Polonia
- Miecislao II di Polonia, re di Polonia
- Miecislao III di Polonia, granduca di Polonia
- Miecislao IV di Polonia, granduca di Polonia
- Mieszko I di Teschen, duca di Teschen
- Miecislao II il Grasso, duca di Opole e Racibórz
- Mečislovas Leonardas Paliulionis, vescovo cattolico lituano
- Mečislovas Reinys, arcivescovo cattolico, politico e psicologo lituano

## Il nome nelle arti
- Mieczysław "Stiles" Stilinski è un personaggio della serie televisiva Teen Wolf.

## Curiosità
- Mieczysław Mirowski fu uno pseudonimo adottato da Mordechai Frydman (poi noto come Michel Mirowski) per protezione dalle persecuzioni naziste.